# Рут Форд
Рут Форд (англ. Ruth Ford; 7 липня 1911 — 12 серпня 2009) — американська акторка, модель та сценаристка.

## Життєпис
Народилася 7 липня 1911 року в Брукхейвені, Міссісіпі. Надалі перебралася в штат Теннессі, де її батьки були керуючими готелю в містечку Кларксвілл. Акторську кар'єру розпочала в театрі Орсона Веллса «Меркурі». З Веллсом у неї склалися добрі стосунки, і в 1943 році Форд повідомила одній з місцевих газет, що він став хрещеним батьком її дворічної доньки Шейлі. За допомоги Веллса Форд перебралася в Голлівуд, де підписала контракти з «Columbia Pictures» і «Warner Bros.» Там же розпочала і модельну кар'єру. Позувала для журналів «Town and Country», «Mademoiselle», а також для паризьких і лондонських видань «Vogue» і «Harpers».
У 1940-х одружилася з актором Пітером Ван Ейком, шлюб незабаром розпався. У 1952 році одружилася з актором Захарі Скоттом, з яким була до його смерті в 1965 році. З коледжу дружила з Вільямом Фолкнером.
Рут Форд померла 12 серпня 2009 року у віці 98 років в своєму будинку в Нью-Йорку.
Молодший брат — поет, прозаїк, видавець Чарльз Генрі Форд (1913—2002), був коханцем Павла Челіщева.

## Вибрана фільмографія
- Занадто страшно, щоб кричати (1985) — Ірма
- Дивне втілення (1946) — Джейн Караскі
- Жінка, яка повернулася (1945) — Рут Гібсон
- Ключі від царства небесного (1944) — Сестра Клотільд
- Вільсон (1944) — Маргарет Вільсон
- Так хоче леді (1942) — Міртл

## Сценарії
- Притулок (1961)